# دياسيرين
الدياسيرين أحد مشتقات الانثراكينون وله نشاط معتدل مضاد للالتهاب. يصبح دواء مضاد للالتهاب عند تناوله بجرعات مرتفعة وبدون أن يكون له تأثير مهيج علي المعدة. مفعوله يبدأ بشكل بطئ:يظهر مفعوله بعد ثلاثين يوما تقريبا من العلاج ويصبح ملحوظا بعد 45 يوم تقريبا من العلاج. له تأثير اضافي عند تناوله بشكل متزامن مع مضادات الالتهاب غير الاستيرويدية(NSAIDs).